# Tournoi de clôture du championnat de Bolivie de football 2006
Navigation
Saison précédente Saison suivante
Le tournoi d'ouverture de la saison 2006 du Championnat de Bolivie de football est le second tournoi semestriel de la trente-deuxième édition du championnat de première division en Bolivie.
Le tournoi est organisé en deux phases :
- les douze équipes sont réparties en deux poules de six, les trois premiers se qualifient pour la deuxième phase.
- la deuxième phase (l'Hexagonal) permet de désigner le vainqueur du tournoi, qui est le club en tête du classement à l'issue des rencontres.

C'est le club de Jorge Wilstermann Cochabamba qui remporte la compétition cette saison après avoir terminé en tête de l'Hexagonal, avec quatre points d'avance sur le Real Potosi et huit sur Oriente Petrolero. C'est le quatrième titre de champion de Bolivie de l'histoire du club, le premier depuis 2000.

## Qualifications continentales
Les deux premiers de l'Hexagonal obtiennent leur billet pour la Copa Sudamericana 2007. 

## Les clubs participants
| - Jorge Wilstermann Cochabamba - Aurora Cochabamba - Oriente Petrolero - Bolivar La Paz - Club Blooming - Universitario de Sucre | - San José Oruro - Real Potosi - Unión Tarija - The Strongest La Paz - Destroyers Santa Cruz - La Paz FC |

## Compétition
Le barème utilisé pour établir l'ensemble des classements est le suivant :
- Victoire : 3 points
- Match nul : 1 point
- Défaite : 0 point

### Première phase
| Rang | Équipe                       | Pts | J  | G | N | P | Bp | Bc | Diff |
| ---- | ---------------------------- | --- | -- | - | - | - | -- | -- | ---- |
| 1    | Jorge Wilstermann Cochabamba | 27  | 12 | 8 | 3 | 1 | 24 | 9  | +15  |
| 2    | Real Potosí                  | 18  | 12 | 5 | 3 | 4 | 20 | 20 | 0    |
| 3    | Club Blooming                | 15  | 12 | 4 | 3 | 5 | 15 | 18 | -3   |
| 4    | Destroyers Santa Cruz        | 13  | 12 | 4 | 1 | 7 | 13 | 19 | -6   |
| 5    | The Strongest La Paz         | 13  | 12 | 3 | 4 | 5 | 10 | 17 | -7   |
| 6    | La Paz FC                    | 12  | 12 | 3 | 3 | 6 | 11 | 15 | -4   |

| Rang | Équipe                 | Pts | J  | G | N | P | Bp | Bc | Diff |
| ---- | ---------------------- | --- | -- | - | - | - | -- | -- | ---- |
| 1    | Bolívar La Paz         | 23  | 12 | 7 | 2 | 3 | 21 | 12 | +9   |
| 2    | Oriente Petrolero      | 22  | 12 | 6 | 4 | 2 | 23 | 9  | +14  |
| 3    | Universitario de Sucre | 20  | 12 | 6 | 2 | 4 | 19 | 15 | +4   |
| 4    | San José Oruro         | 14  | 12 | 3 | 5 | 4 | 12 | 14 | -2   |
| 5    | Aurora Cochabamba      | 12  | 12 | 3 | 3 | 6 | 11 | 19 | -8   |
| 6    | Unión Tarija           | 9   | 12 | 2 | 3 | 7 | 6  | 18 | -12  |

### Hexagonalfinal
| Rang | Équipe                          | Pts | J  | G | N | P | Bp | Bc | Diff |
| ---- | ------------------------------- | --- | -- | - | - | - | -- | -- | ---- |
| 1    | Jorge Wilstermann Cochabamba +1 | 21  | 10 | 6 | 2 | 2 | 16 | 8  | +8   |
| 2    | Real Potosí                     | 17  | 10 | 5 | 2 | 3 | 20 | 15 | +5   |
| 3    | Oriente Petrolero               | 13  | 10 | 3 | 4 | 3 | 13 | 21 | -8   |
| 4    | Universitario de Sucre          | 12  | 10 | 3 | 3 | 4 | 12 | 13 | -1   |
| 5    | Club Blooming                   | 11  | 10 | 2 | 5 | 3 | 14 | 15 | -1   |
| 6    | Bolívar La Paz +1               | 8   | 10 | 1 | 4 | 5 | 15 | 18 | -3   |

- Bolivar La Paz et Jorge Wilstermann Cochabamba reçoivent un bonus d'un point pour avoir terminé en tête de leur poule lors de la première phase.

## Relégation
Comme lors des saisons précédentes, un classement cumulé des performances sur les deux dernières saisons (tournois Ouverture et Clôture 2005 et 2006) permet de déterminer les clubs relégués. Le dernier de ce classement est directement relégué en deuxième division tandis que l'avant-dernier doit disputer un barrage de promotion-relégation face au deuxième de Copa Simon Bolivar.
| Rang | Équipe                       | Pts   | J  | G | N | P | Bp | Bc | Diff |
| ---- | ---------------------------- | ----- | -- | - | - | - | -- | -- | ---- |
| 1    | Bolívar La Paz               | 2,196 | 68 |   |   |   |    |    |      |
| 2    | Universitario de Sucre       | 1,823 | 34 |   |   |   |    |    |      |
| 3    | Club Blooming                | 1,632 | 68 |   |   |   |    |    |      |
| 4    | Oriente Petrolero            | 1,617 | 68 |   |   |   |    |    |      |
| 5    | Jorge Wilstermann Cochabamba | 1,529 | 68 |   |   |   |    |    |      |
| 6    | San José Oruro               | 1,529 | 68 |   |   |   |    |    |      |
| 7    | Real Potosi                  | 1,500 | 68 |   |   |   |    |    |      |
| 8    | The Strongest La Paz         | 1,500 | 68 |   |   |   |    |    |      |
| 9    | La Paz FC                    | 1,161 | 68 |   |   |   |    |    |      |
| 10   | Aurora Cochabamba            | 1,088 | 68 |   |   |   |    |    |      |
| 11   | Destroyers Santa Cruz        | 1,029 | 68 |   |   |   |    |    |      |
| 12   | Unión Tarija                 | 0,867 | 68 |   |   |   |    |    |      |

### Barrage de promotion-relégation
| Équipe 1                   | Résultat | Équipe 2           | Aller | Retour |
| -------------------------- | -------- | ------------------ | ----- | ------ |
| Destroyers Santa Cruz (D1) | 3 - 2    | (D2) Ciclon Tarija | 1 - 1 | 2 - 1  |

## Bilan de la saison
| Championnat de Bolivie de football 2006 |                                         |
| Champion                                | Jorge Wilstermann Cochabamba (4e titre) |
| Qualifications continentales            |                                         |
| Copa Sudamericana 2007                  | Jorge Wilstermann Cochabamba            |
| Copa Sudamericana 2007                  | Real Potosi                             |
| Promotions et relégations               |                                         |
| Promus en Primera A                     | Real Mamoré                             |
| Relégués en Torneo Simon Bolívar        | Unión Tarija                            |